# Petaserpes cryptocephalus
Petaserpes cryptocephalus är en mångfotingart som först beskrevs av John McNeill 1887.  Petaserpes cryptocephalus ingår i släktet Petaserpes och familjen koppardubbelfotingar. Inga underarter finns listade i Catalogue of Life.